# Ribemont
Pour les articles homonymes, voir Ribemont (homonymie).
Ribemont est une commune française située dans le département de l'Aisne, en région Hauts-de-France.

## Géographie

### Description
Ribemont est un bourg rural picard du Vermandois situé dans la vallée de l'Oise.
Il se trouve à 15 km au sud-est de Saint-Quentin, 29 km au nord-ouest de Laon et 46 km au sud-ouest de Hirson. Desservi par la RD 13, il est facilement accessible depuis l'ancienne route nationale 29 à Origny-Sainte-Benoite.
La ligne du chemin de fer de Saint-Quentin à Guise traverse la commune mais n'accueille qu'un faible trafic de fret et occasionnellement un train touristique.

### Communes limitrophes
| Sissy              | Thenelles   | Origny-Sainte-Benoite |
| Châtillon-sur-Oise | Ribemont    | Pleine-Selve          |
| Séry-lès-Mézières  | Surfontaine | Villers-le-Sec        |

### Hydrographie
La commune est située dans le bassin Seine-Normandie. Elle est drainée par le canal de la commune de Mézières-sur-Oise, le canal de la Sambre à l'Oise, l'Oise, le canal du Moulin, le cours d'eau 01 de la commune de Ribemont, l'Oise, divers bras de l'Oise,,.
Le canal de la commune de Mézières-sur-Oise est un canal, chenal non navigable de 11 km qui prend sa source dans la commune dedans la commune de Origny-Sainte-Benoite et se termines à Alaincourt, après avoir traversé neuf communes.
L'Oise prend sa source en Belgique, à 309 mètres d'altitude, dans l'ancienne commune de Forges et se jette dans la Seine à 20 mètres d'altitude, au Pointil en rive droite et en aval du centre de Conflans-Sainte-Honorine dans le département des Yvelines. D'une longueur 341 kilomètres, elle est presque entièrement navigable et bordée de canaux sur 104 kilomètres.
Le bras de Oise, d'une longueur de 17 km, prend sa source dans la commune de Châtillon-sur-Oise et se jette  dans l'Oise (rive gauche) à Achery, après avoir traversé huit communes.

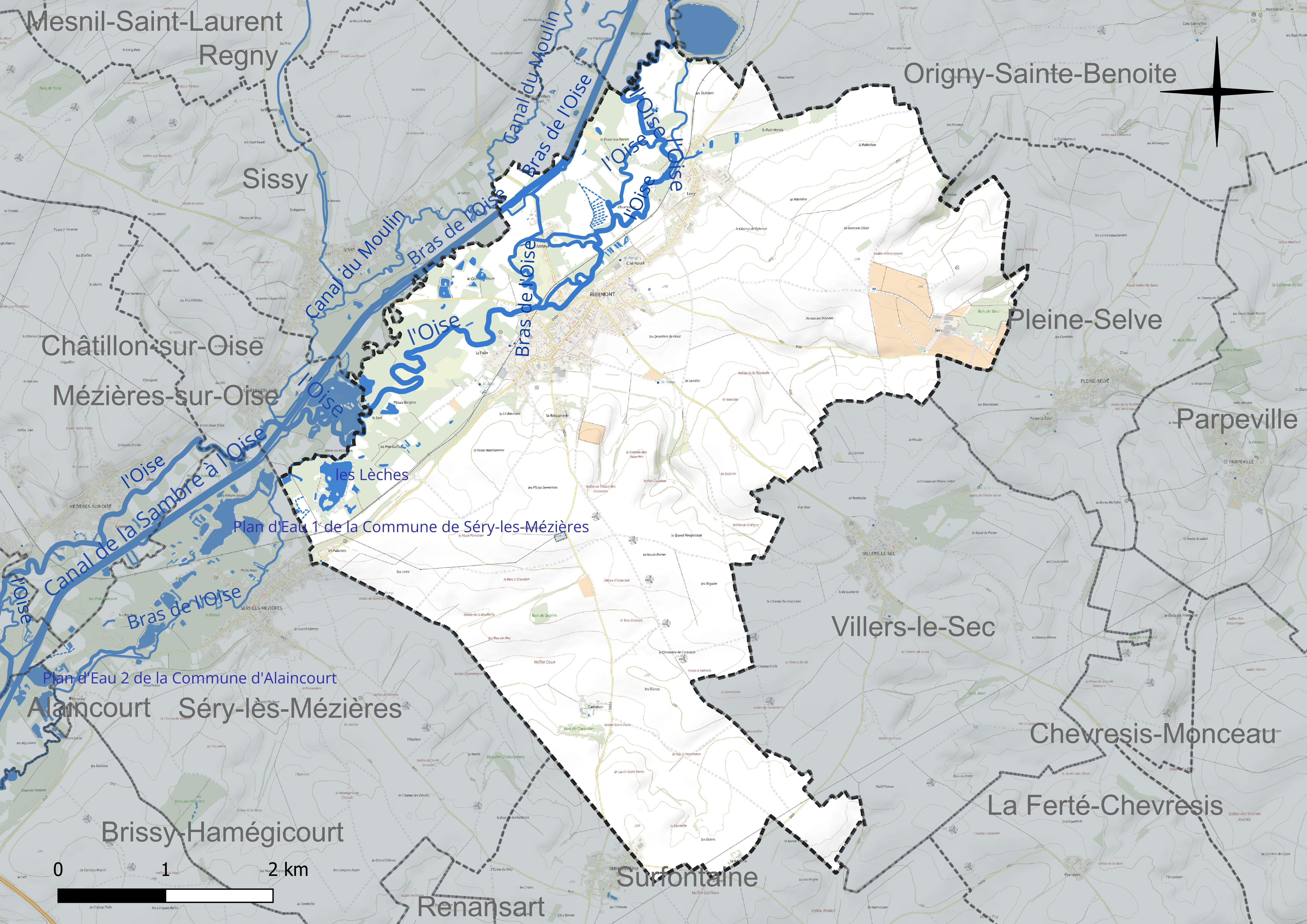
Réseau hydrographique de Ribemont.

Un plan d'eau complète le réseau hydrographique : les Lèches (8,3 ha),.

### Climat
Pour des articles plus généraux, voir Climat des Hauts-de-France et Climat de l'Aisne.
En 2010, le climat de la commune est de type climat océanique dégradé des plaines du Centre et du Nord, selon une étude du CNRS s'appuyant sur une série de données couvrant la période 1971-2000. En 2020, Météo-France publie une typologie des climats de la France métropolitaine dans laquelle la commune est exposée à un climat océanique altéré et est dans la région climatique Nord-est du bassin Parisien, caractérisée par un ensoleillement médiocre, une pluviométrie moyenne régulièrement répartie au cours de l'année et un hiver froid (3 °C).
Pour la période 1971-2000, la température annuelle moyenne est de 10,5 °C, avec une amplitude thermique annuelle de 14,9 °C. Le cumul annuel moyen de précipitations est de 726 mm, avec 11,4 jours de précipitations en janvier et 8,9 jours en juillet. Pour la période 1991-2020, la température moyenne annuelle observée sur la station météorologique la plus proche, située sur la commune de Fontaine-lès-Clercs à 17 km à vol d'oiseau, est de 10,8 °C et le cumul annuel moyen de précipitations est de 683,4 mm,. Pour l'avenir, les paramètres climatiques de la commune estimés pour 2050 selon différents scénarios d'émission de gaz à effet de serre sont consultables sur un site dédié publié par Météo-France en novembre 2022.

## Urbanisme

### Typologie
Au 1er janvier 2024, Ribemont est catégorisée bourg rural, selon la nouvelle grille communale de densité à 7 niveaux définie par l'Insee en 2022.
Elle est située hors unité urbaine. Par ailleurs la commune fait partie de l'aire d'attraction de Saint-Quentin, dont elle est une commune de la couronne,. Cette aire, qui regroupe 120 communes, est catégorisée dans les aires de 50 000 à moins de 200 000 habitants,.

### Occupation des sols
L'occupation des sols de la commune, telle qu'elle ressort de la base de données européenne d'occupation biophysique des sols Corine Land Cover (CLC), est marquée par l'importance des territoires agricoles (92,4 % en 2018), en augmentation par rapport à 1990 (88,9 %). La répartition détaillée en 2018 est la suivante : 
terres arables (72,9 %), prairies (9,7 %), zones agricoles hétérogènes (7,6 %), zones urbanisées (5,8 %), cultures permanentes (2,2 %), forêts (0,9 %), eaux continentales (0,9 %).
L'évolution de l'occupation des sols de la commune et de ses infrastructures peut être observée sur les différentes représentations cartographiques du territoire : la carte de Cassini (XVIIIe siècle), la carte d'état-major (1820-1866) et les cartes ou photos aériennes de l'IGN pour la période actuelle (1950 à aujourd'hui).

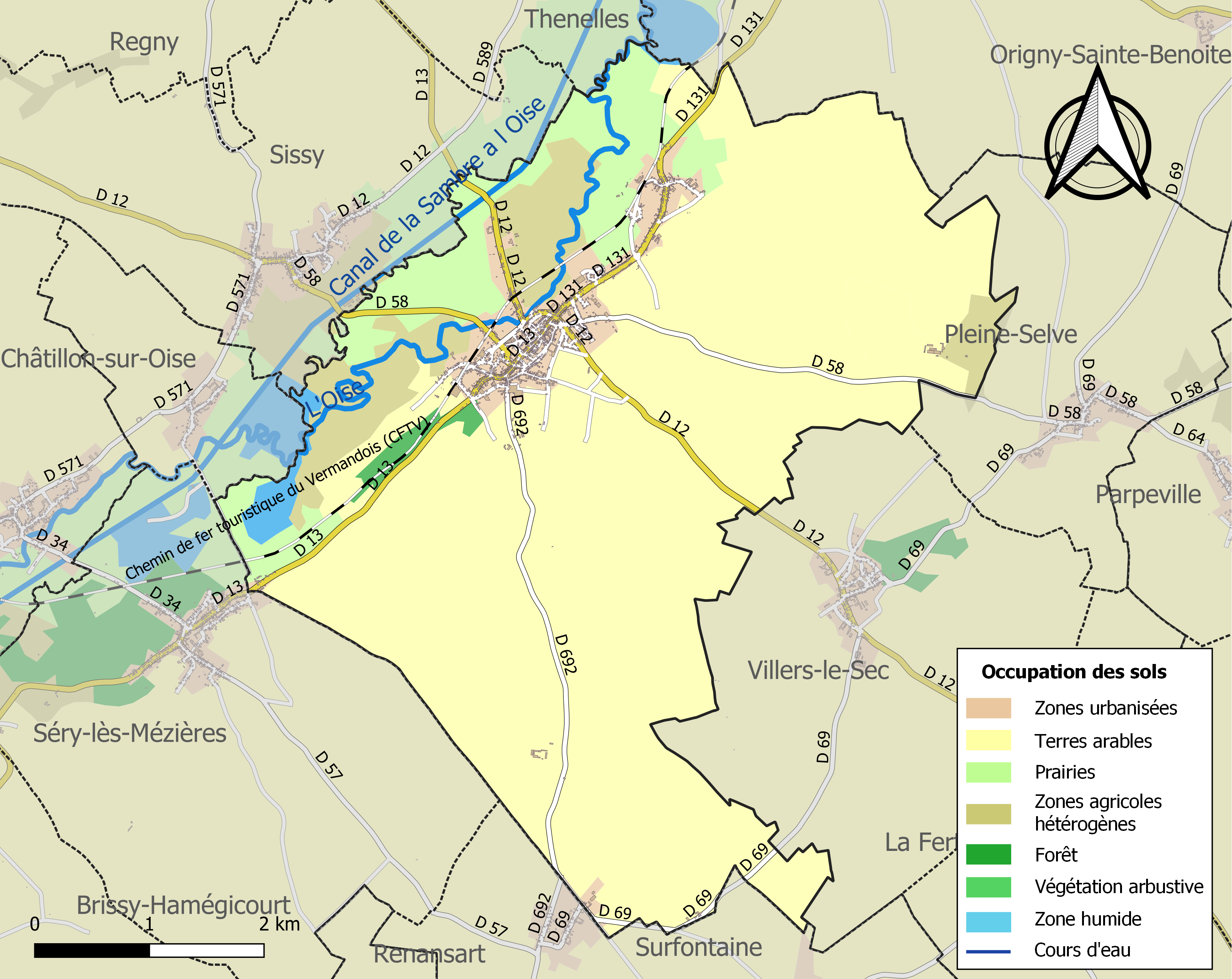
Carte de l'occupation des sols de la commune en 2018 (CLC).

## Toponymie
Le nom du bourg apparaît pour la première fois en 1083, sous la dénomination de Ribaudimons puis Ribotmons, Ribelmont, In teritorium de Ribemont, Ribomont en 1183 dans un cartulaire de l'abbaye de Saint-Michel. Le nom variera ensuite en fonction des différents transcripteurs : Ribaudimont, Ribuaumont, Ribomont, Ribbemont, Ribeumont, Ribedimons, Rebemont, Riblemont et enfin l'orthographe actuelle Ribemont sur la carte de Cassini au milieu du XVIIIe siècle.
Plusieurs hypothèses sont avancées sur l'origine du nom de la commune. Parmi lesquelles :
- Ribemont aurait été au VIIe siècle un établissement de Francs ripuaires (Francs rhénans) ;
- la topographie de la commune, dont le centre ancien est situé sur une colline au bord de l'Oise, d'où l'ancien nom Ripemons signifiant « mont au bord d'une rive »[22].

## Histoire

### Découvertes archéologiques
La situation géographique stratégique de la ville laisse supposer que la ville dut être un oppidum gaulois. Aux XIXe et XXe siècles, des vestiges ont pu retracer une partie de l'histoire de Ribemont :
- des haches celtiques dont une en silex blanc attestent le séjour des Celtes[23] ;
- des sépultures franques trouvées à la ferme de la Grande Cense ;
- époque gallo-romaine : pièces de monnaie gauloises. Les cinq siècles d'occupation romaine sont certifiés par la découverte d'un vase de verre blanc (conservé au musée de Picardie) et un mur en petit appareil au niveau de l'ancien château de Ribemont.

### Moyen Âge
En 685, Constantin est le premier châtelain de Ribemont. Ce seigneur avec son épouse Francigène donnent naissance à saint Rigobert qui deviendra archevêque de Reims.

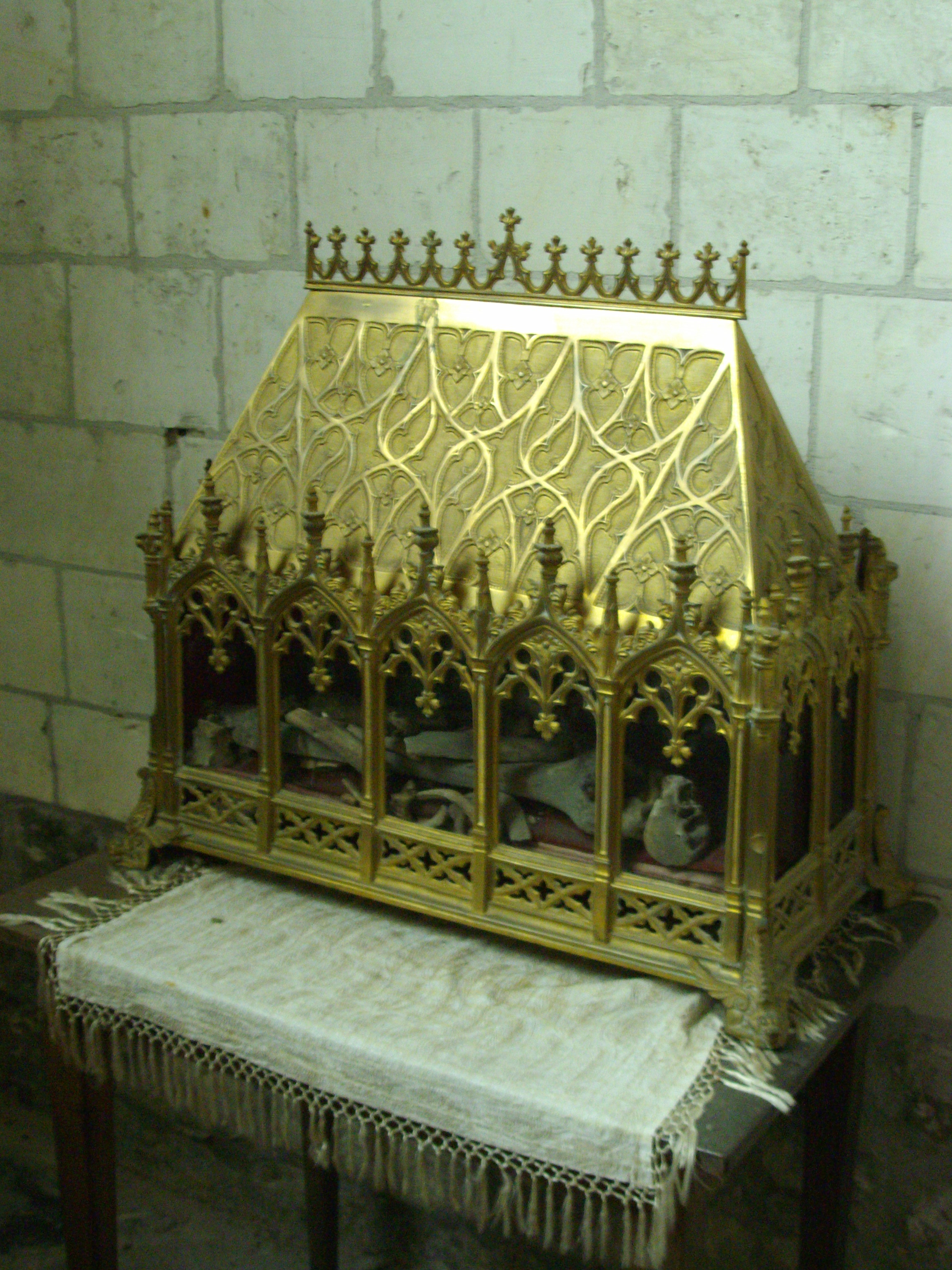
Reliquaire de saint Germain dans l'église Saint-Pierre-et-Saint-Paul.

Les reliques de saint Germain de la Bresle sont abritées dans un premier temps dans l'église du château en 882 lors d'une incursion normande. Au XVIIIe siècle la chapelle Saint-Germain fut édifiée pour accueillir les reliques.
En 880, les rois carolingiens Louis le Jeune, Louis III et Carloman II y signent le traité de Ribemont. Un second traité y sera signé en 1178 entre les fils du duc Mathieu Ier de Lorraine pour le partage de l'héritage.

### Époque moderne

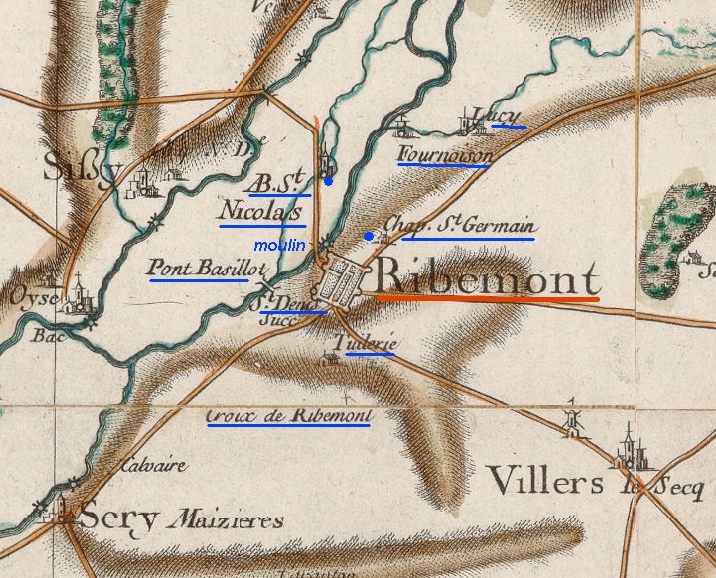
Carte de Cassini du secteur
(vers 1750).

La carte de Cassini montre qu'au XVIIIe siècle, Ribemont est un bourg fortifié situé sur la rive gauche de l'Oise. Un moulin à eau est symbolisé par une roue dentée.

Le bourg était relié aux villages des environs par cinq routes empierrées.
Au sud, Saint-Denis était un hameau dont le nom est rappelé de nos jours par le lieu-dit Vallée Saint-Denis ; la Tuilerie est évoquée par la  rue de la Briqueterie.

Le pont Basillot était un pont en pierre sur l'Oise.
Au nord, la chapelle Saint-Germain est intégrée actuellement à l'agglomération.
L'abbaye de Saint-Nicolas-des-Prés est une ancienne abbaye bénédictine fondée à la fin du XIe siècle ; son appellation latine est citée en 1141 : Sanctus-Nicholaus-de-Prato. Après la Révolution et jusqu'au XIXe siècle, elle fut transformée en filature de laine.
Le hameau de Lucy est cité en 1083 sous le nom de Luciacus.
Le château de Tournoison (écrit Fournoison) fut construit au début de XVIIIe siècle ; on l'appelle de nos jours château de Lucy.

## Passé ferroviaire de la commune
De 1874 à 1968, Ribemont a été desservie en trafic voyageur par la ligne de chemin de fer de Saint-Quentin à Guise qui contournait la ville par l'ouest  près de l'Oise qu'elle franchit par deux fois tout en se préservant de ses crues hivernales par des remblais et de nombreux ponceaux.
Le hameau de Lucy possédait également une gare, à proximité d'divers bras de l'Oise , du château de Tournoison, et du Moulin de Lucy.
À une époque où le chemin de fer était le moyen de déplacement le plus pratique, cette ligne connaissait un important trafic de passagers et de marchandises, qui a constitué jusqu'en 1892 le seul débouché des industries de Guise vers le grand réseau de la Compagnie des Chemins de fer du Nord.
De 1900 à 1958, une seconde ligne de chemin de fer, la Ligne de Ribemont à La Ferté-Chevresis partait de la gare en direction de Villers-le-Sec jusque La Ferté-Chevresis (voir les horaires en 1923 et 1956) dont certains trains assuraient une liaison directe entre Saint-Quentin et Laon.
Avant la Grande Guerre huit aller-retours quotidiens desservaient cette gare  pour les passagers qui se rendaient vers Saint-Quentin ou Guise mais aussi 3 aller-retours quotidiens vers Laon. Cette desserte assurée après la Grande Guerre par la Compagnie des Chemins de fer Secondaires du Nord-Est se réduira progressivement avec le développement du trafic routier dès la Reconstruction (voir les horaires de 1923 avec 5 aller-retours quotidiens qui seront renforcés à partir de 1925 pour retrouver une desserte proche de l'avant guerre jusqu'en 1956 avant un déclin fatal).
Le bâtiment voyageurs de la gare à un seul étage à colombages de bois date de l'origine de la ligne en 1874, et a été complété en 1900 pour l'ouverture de la ligne de La Ferté-Chevresis par un bâtiment transversal en brique dans le style architectural des gares départementales de l'Aisne. Ces bâtiments n'ont pas été détruits par la Grande Guerre et sont les seuls témoins, avec la gare de Longchamps-Bohéries, de l'origine de la ligne qui n'est pas sans rappeler le style architectural caractéristique de la Compagnie du chemin de fer d'Orléans à Châlons. La gare de Lucy a été reconstruite en 1921 dans le style départemental, et reste bien en place de nos jours.
À partir de 1950, avec l'amélioration des routes et le développement du transport automobile, le trafic ferroviaire a décru progressivement et la desserte voyageurs entre Saint-Quentin et Origny-Sainte-Benoîte a été abandonnée le 29 juin 1968.
Le trafic fret persiste encore à traverser la gare pour desservir les industries d'Origny-Sainte-Benoîte, mais les voies d'évitement et de desserte de la gare de Ribemont ont été déposées à partir de 1982.
En 2024, la ligne est ainsi toujours en service pour le fret, mais elle n'est plus parcourable par les visiteurs que les dimanches et fêtes à la belle saison par les trains du Chemin de fer touristique du Vermandois jusqu'à la gare d'Origny-Sainte-Benoîte. La gare étant désormais un gîte touristique, un quai spécial a été aménagé entre le passage à niveau sur la D58 proche de la gare et le pont sur l'Oise pour cette desserte touristique.

Le passé ferroviaire de la commune
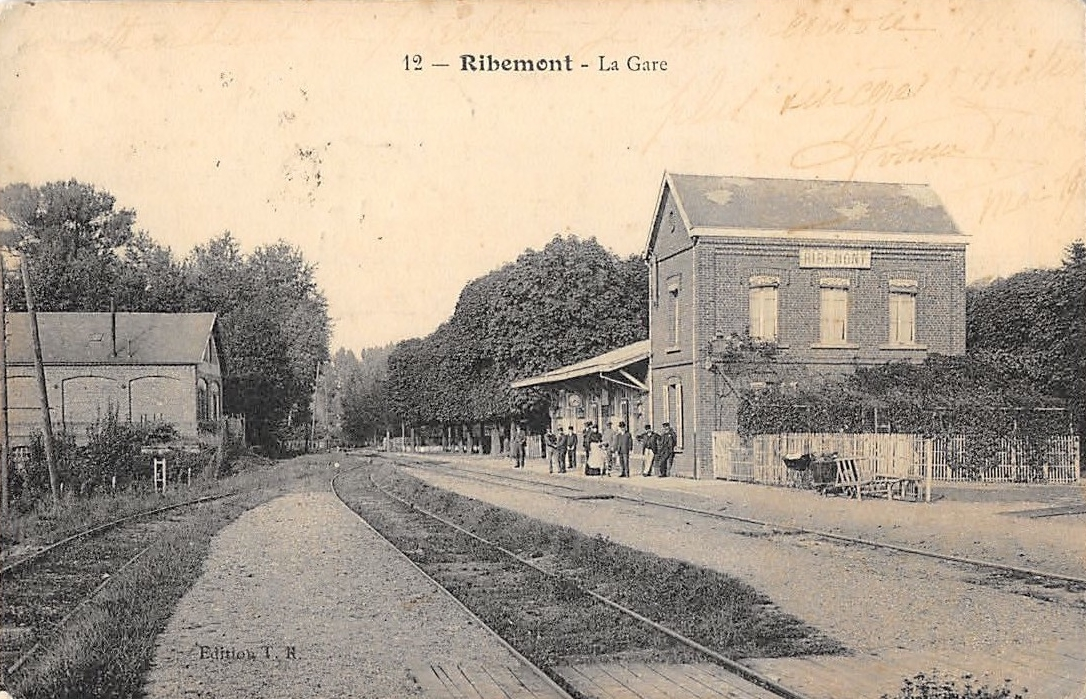
Carte postale de la gare vers 1905.
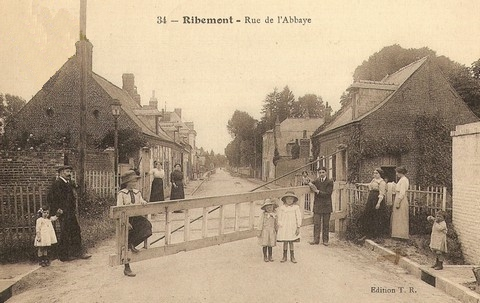
La ligne traversait la rue de l'Abbaye grâce à passage à niveau protégé avant la Grande Guerre par une barrière pivotante en bois.
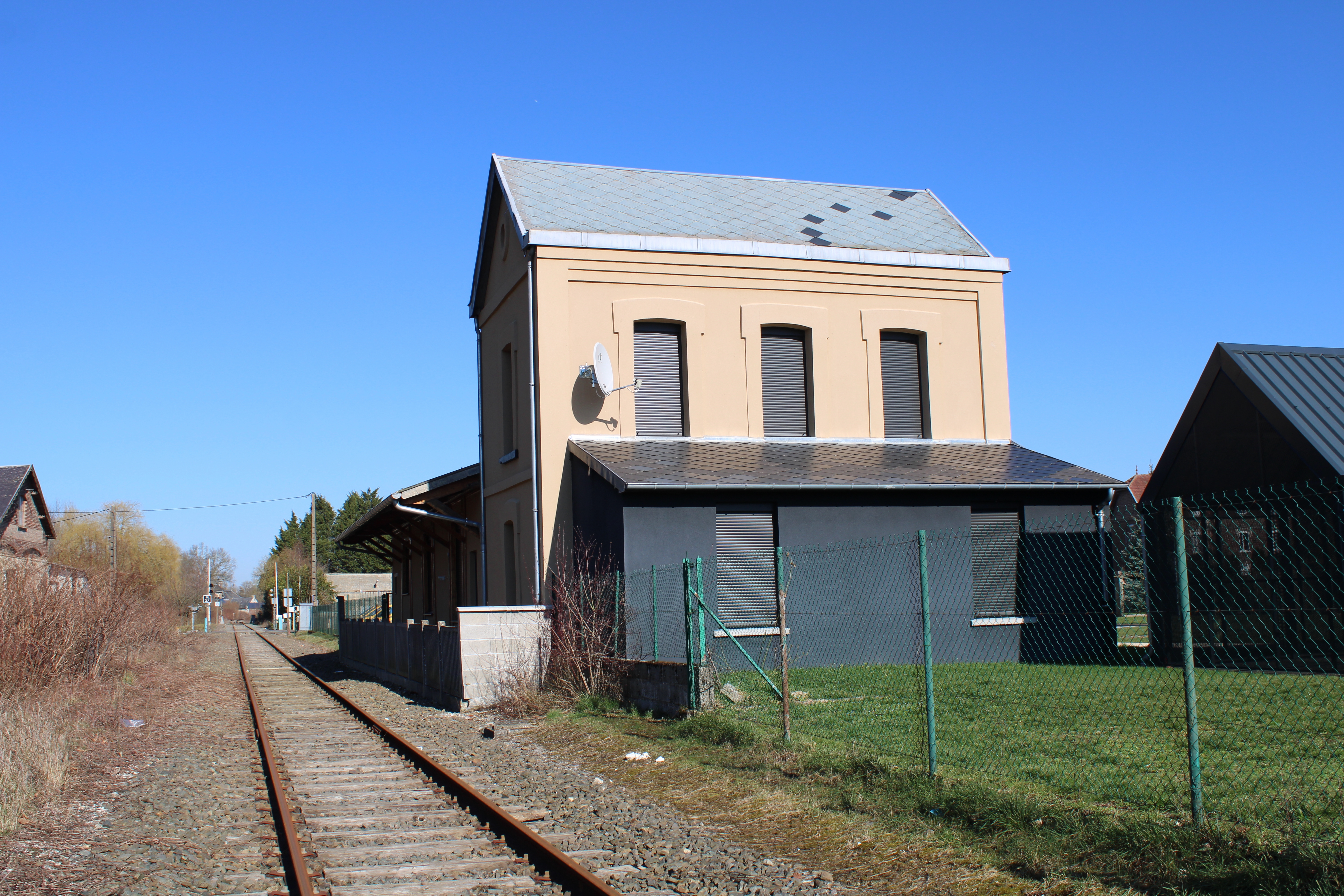
La gare de Ribemont en 1921.
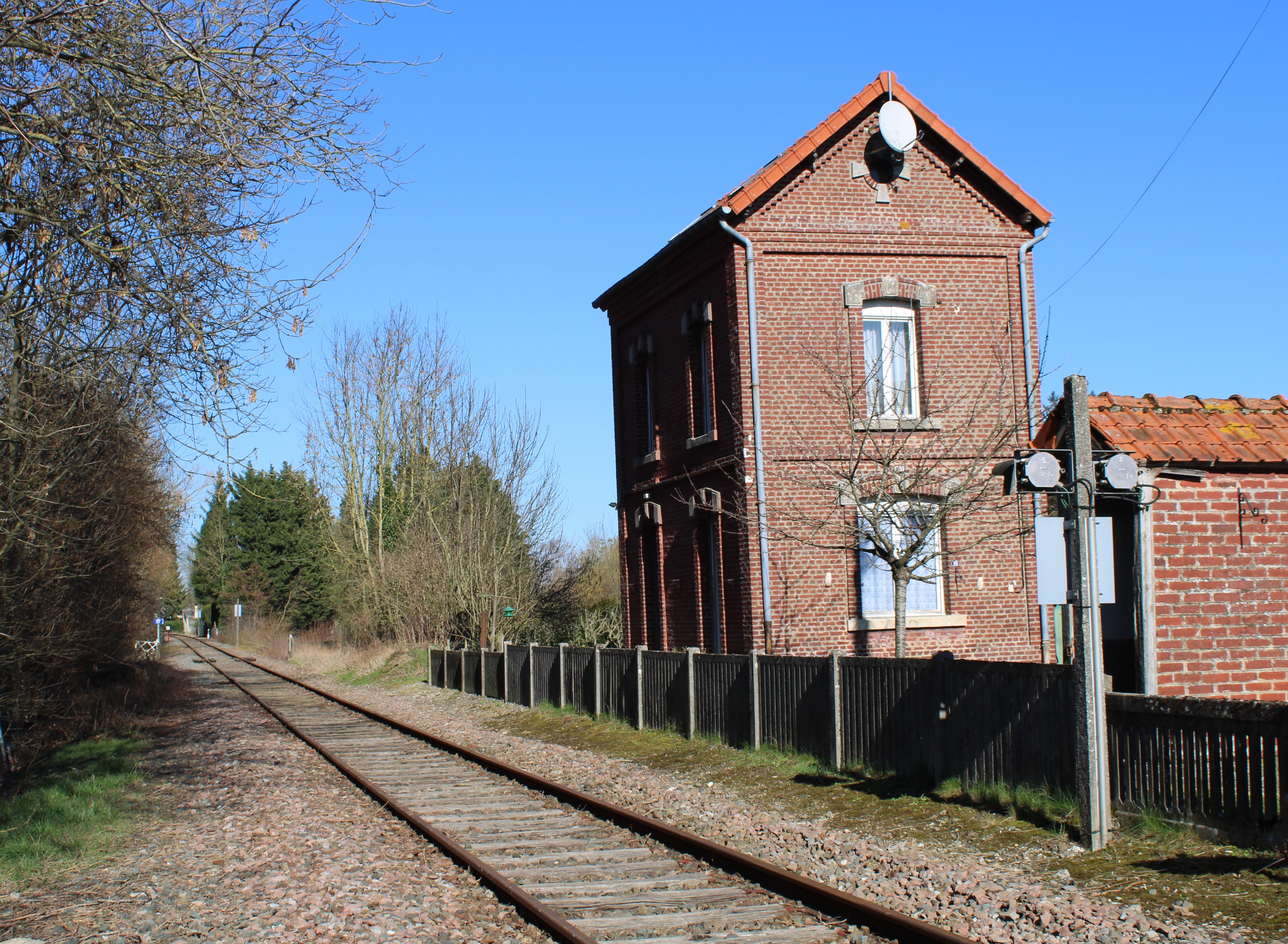
L'ancienne halte de Lucy en 2021.

Ribemont au tout-début du XXe siècle
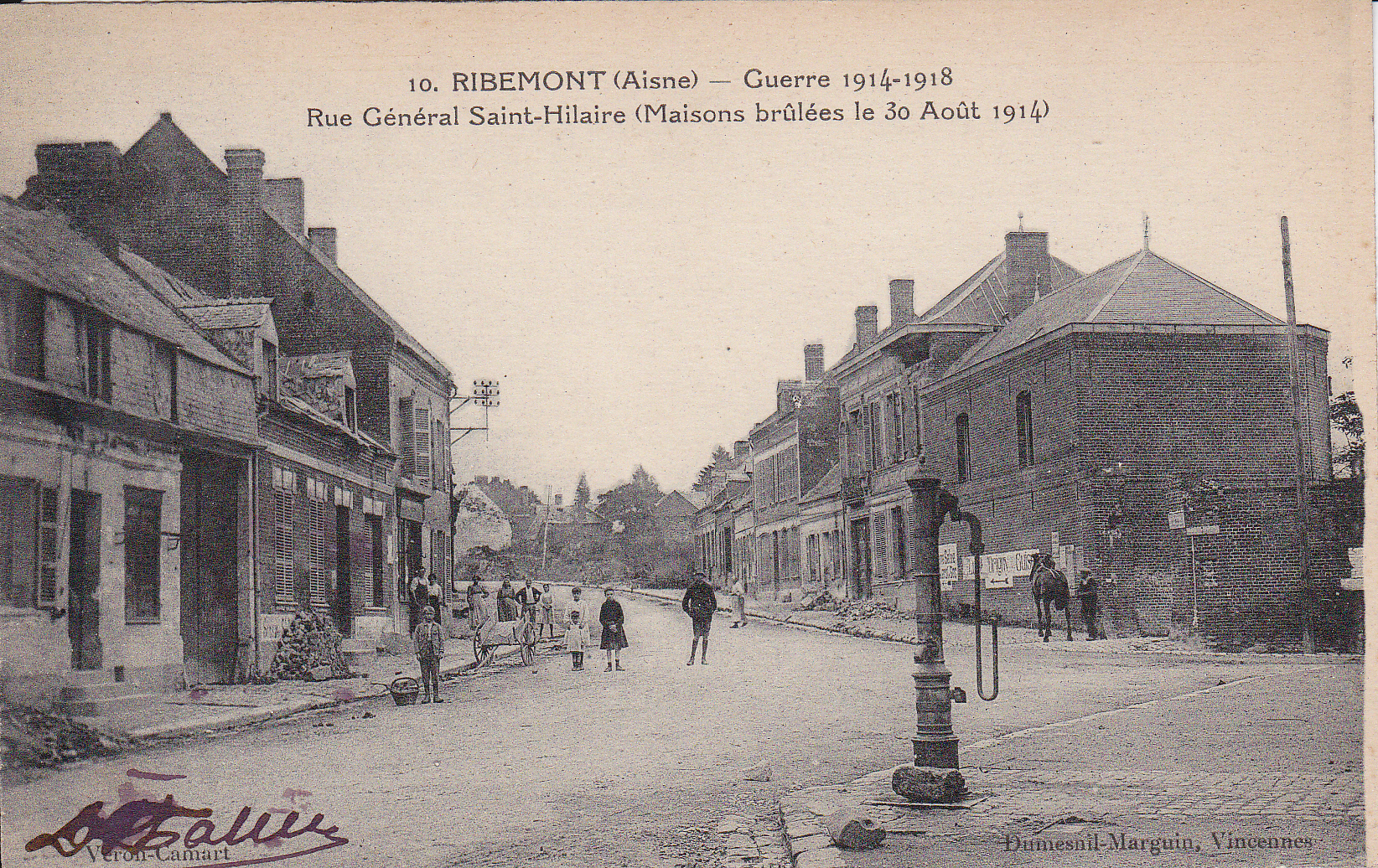
Rue du Général-Saint-Hilaire après la Première Guerre mondiale.

## Politique et administration

### Rattachements administratifs et électoraux
Rattachements administratifs
La commune se trouve  dans l'arrondissement de Saint-Quentin du département de l'Aisne.
Elle était depuis 1793 le chef-lieu du canton de Ribemont. Dans le cadre du redécoupage cantonal de 2014 en France, cette circonscription administrative territoriale a disparu, et le canton n'est plus qu'une circonscription électorale.
Rattachements électoraux
Pour les élections départementales, la commune fait partie depuis 2014 d'un nouveau canton de Ribemont
Pour l'élection des députés, elle fait partie de la troisième circonscription de l'Aisne.

### Intercommunalité
Ribemont était membre de la communauté de communes de la Vallée de l'Oise, un établissement public de coopération intercommunale (EPCI) à fiscalité propre créé fin 1999 et auquel la commune avait transféré un certain nombre de ses compétences, dans les conditions déterminées par le code général des collectivités territoriales.
Cette intercommunalité a fusionné avec sa voisine pour former, le 1er janvier 2014, la communauté de communes du Val de l'Oise dont est désormais membre la commune. L'intercommunalité  est par ailleurs membre d'autres groupements intercommunaux

### Jumelages
La municipalité de Ribemont a conclu jumelage avec :
- Lengede (Allemagne) depuis 1990.

## Population et société

### Démographie
L'évolution du nombre d'habitants est connue à travers les recensements de la population effectués dans la commune depuis 1793. Pour les communes de moins de 10 000 habitants, une enquête de recensement portant sur toute la population est réalisée tous les cinq ans, les populations de référence des années intermédiaires étant quant à elles estimées par interpolation ou extrapolation. Pour la commune, le premier recensement exhaustif entrant dans le cadre du nouveau dispositif a été réalisé en 2005.

En 2022, la commune comptait 1 909 habitants, en évolution de −3,15 % par rapport à 2016 (Aisne : −1,97 %, France hors Mayotte : +2,11 %).
| 1793  | 1800  | 1806  | 1821  | 1831  | 1836  | 1841  | 1846  | 1851  |
| ----- | ----- | ----- | ----- | ----- | ----- | ----- | ----- | ----- |
| 2 500 | 2 330 | 2 316 | 2 547 | 2 726 | 2 716 | 2 791 | 3 098 | 3 098 |

| 1856  | 1861  | 1866  | 1872  | 1876  | 1881  | 1886  | 1891  | 1896  |
| ----- | ----- | ----- | ----- | ----- | ----- | ----- | ----- | ----- |
| 3 028 | 3 132 | 3 126 | 3 124 | 3 096 | 3 195 | 3 129 | 2 935 | 2 847 |

| 1901  | 1906  | 1911  | 1921  | 1926  | 1931  | 1936  | 1946  | 1954  |
| ----- | ----- | ----- | ----- | ----- | ----- | ----- | ----- | ----- |
| 2 769 | 2 627 | 2 584 | 2 142 | 2 186 | 2 020 | 1 976 | 1 813 | 1 967 |

| 1962  | 1968  | 1975  | 1982  | 1990  | 1999  | 2005  | 2006  | 2010  |
| ----- | ----- | ----- | ----- | ----- | ----- | ----- | ----- | ----- |
| 2 187 | 2 152 | 2 014 | 2 105 | 2 227 | 2 096 | 2 059 | 2 059 | 1 984 |

| 2015  | 2020  | 2022  | - | - | - | - | - | - |
| ----- | ----- | ----- | - | - | - | - | - | - |
| 1 969 | 1 914 | 1 909 | - | - | - | - | - | - |

### Culture
- L'école municipale de musique. Fermée en 2016.
- La bibliothèque municipale.

### Manifestations culturelles et festivités
Le Tour de France 2007 est passé dans la commune, de l'étape Waregem-Compiègne le mardi 10 juillet 2007.

## Culture locale et patrimoine

### Lieux et monuments
- Le musée Condorcet, installé dans la maison natale de ce dernier, est inscrit à la Fédération nationale des maisons d'écrivains et des patrimoines littéraires[47].
- Le moulin de Lucy.
- L'abbaye Saint-Nicolas-des-Prés, transformée en château après la Révolution.
- Le château de Lucy, rue de Tournoison, ancienne ferme de Tournoison appartenant à l'abbaye.
- Statue de Condorcet par le sculpteur Ernest Diosi, installée en face de l'hôtel de ville en 1947.
- Motte, sur un promontoire crayeux dominant la vallée de l'Oise, dont le donjon était nommé « la Tour du Chin » ; cité en 1117[48].

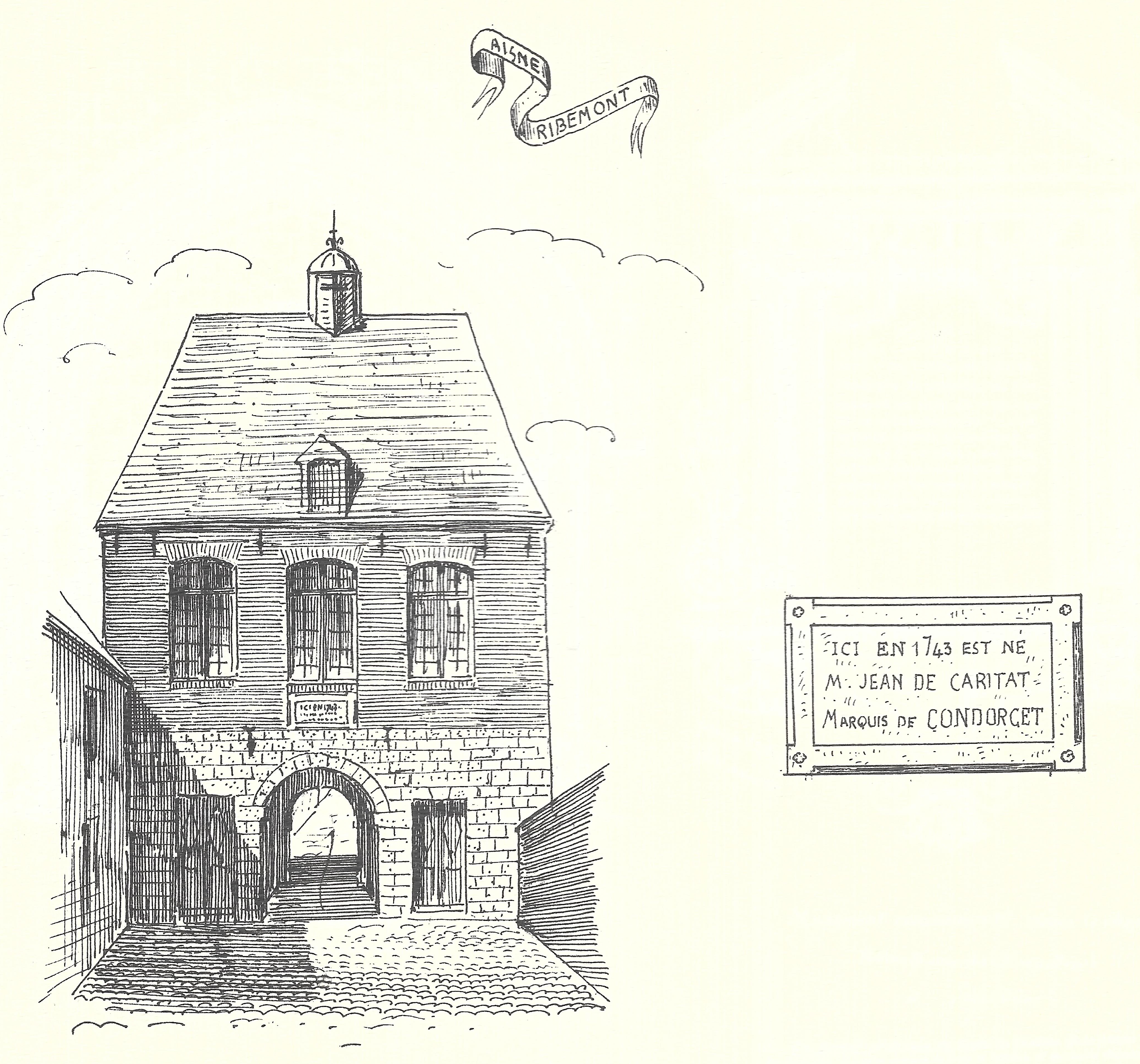
Maison natale de Condorcet vers 1875, dessin de Joachim Malézieux (1851-1906).
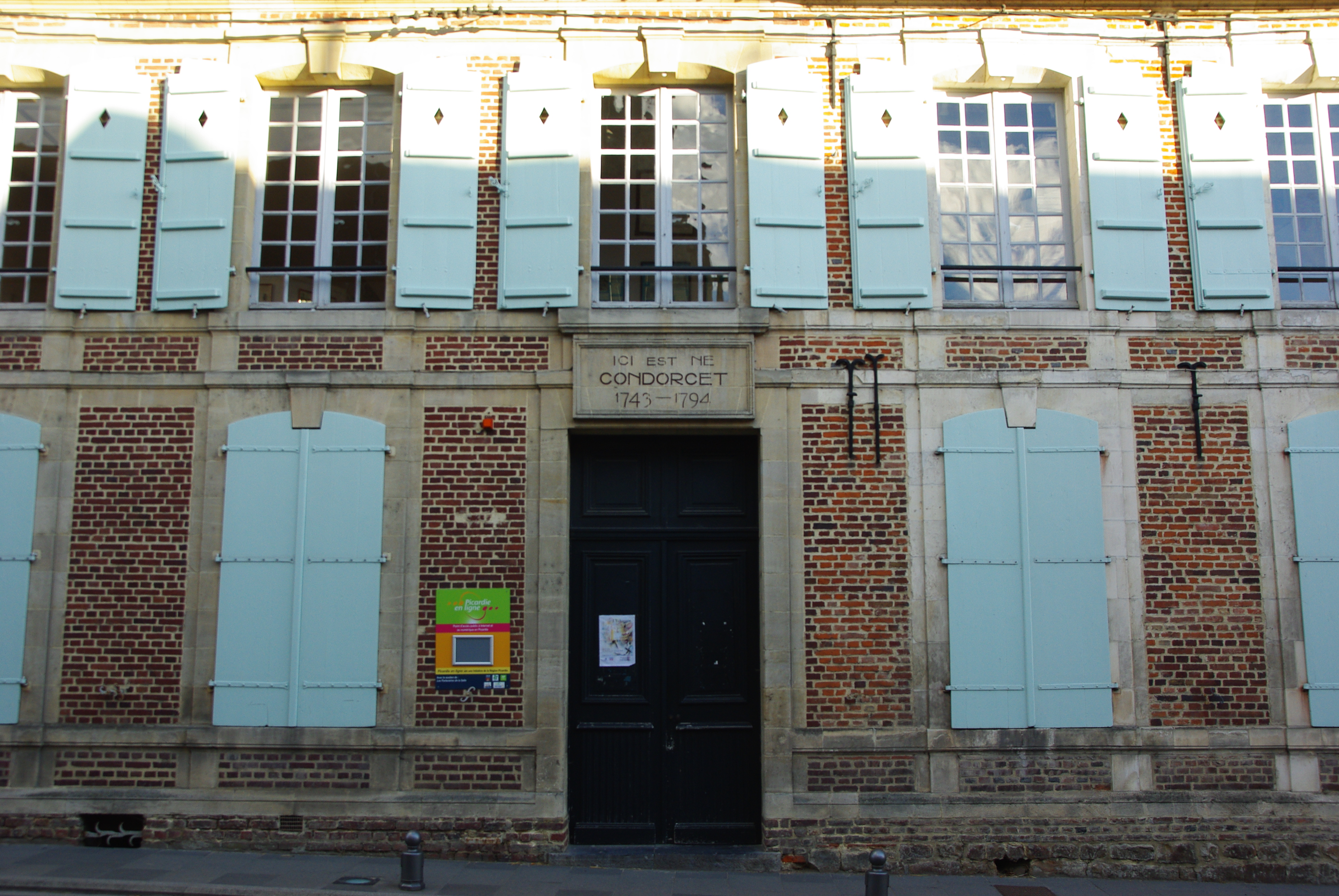
La maison natale de Condorcet à Ribemont.
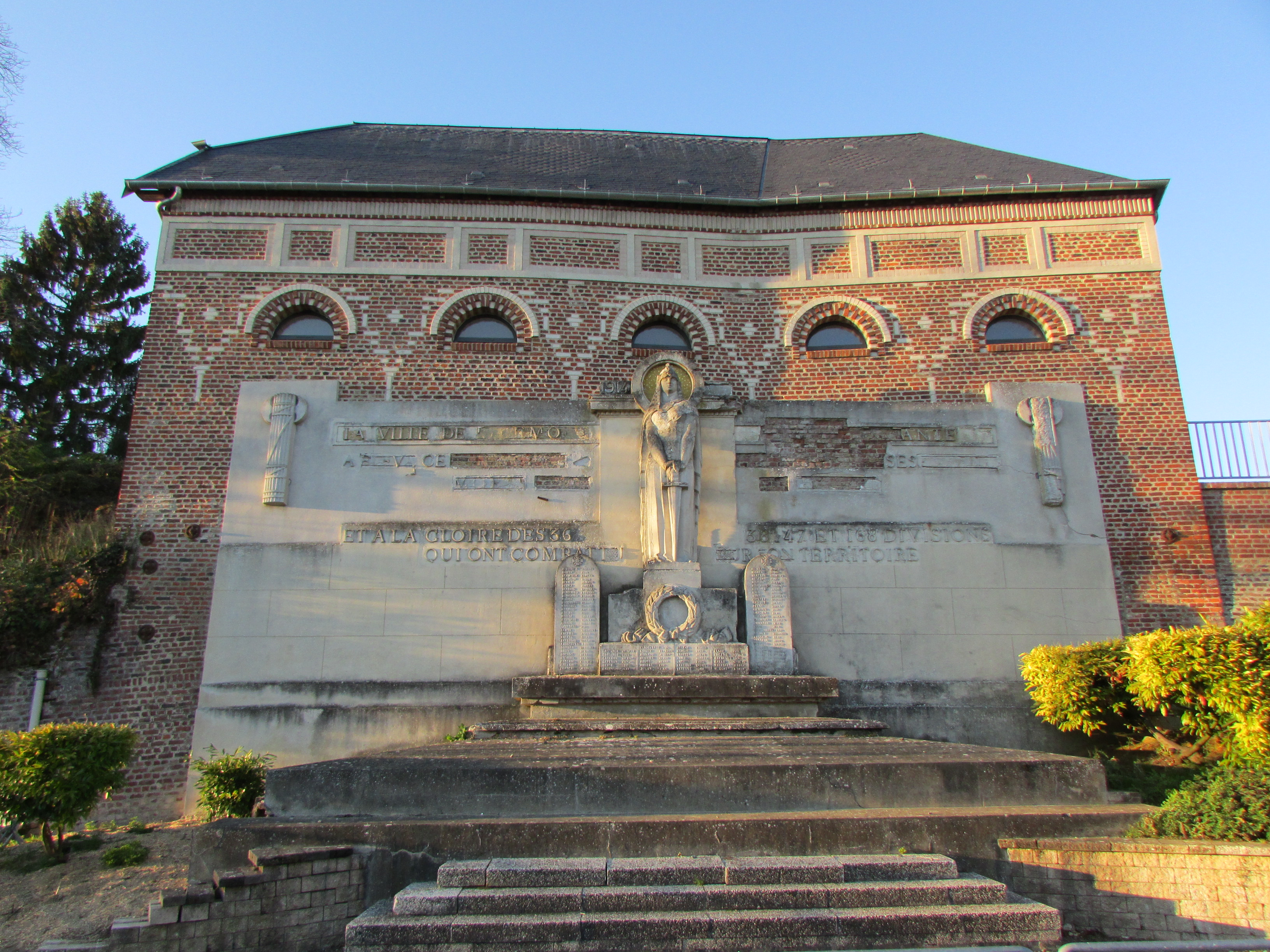
Le monument aux morts.
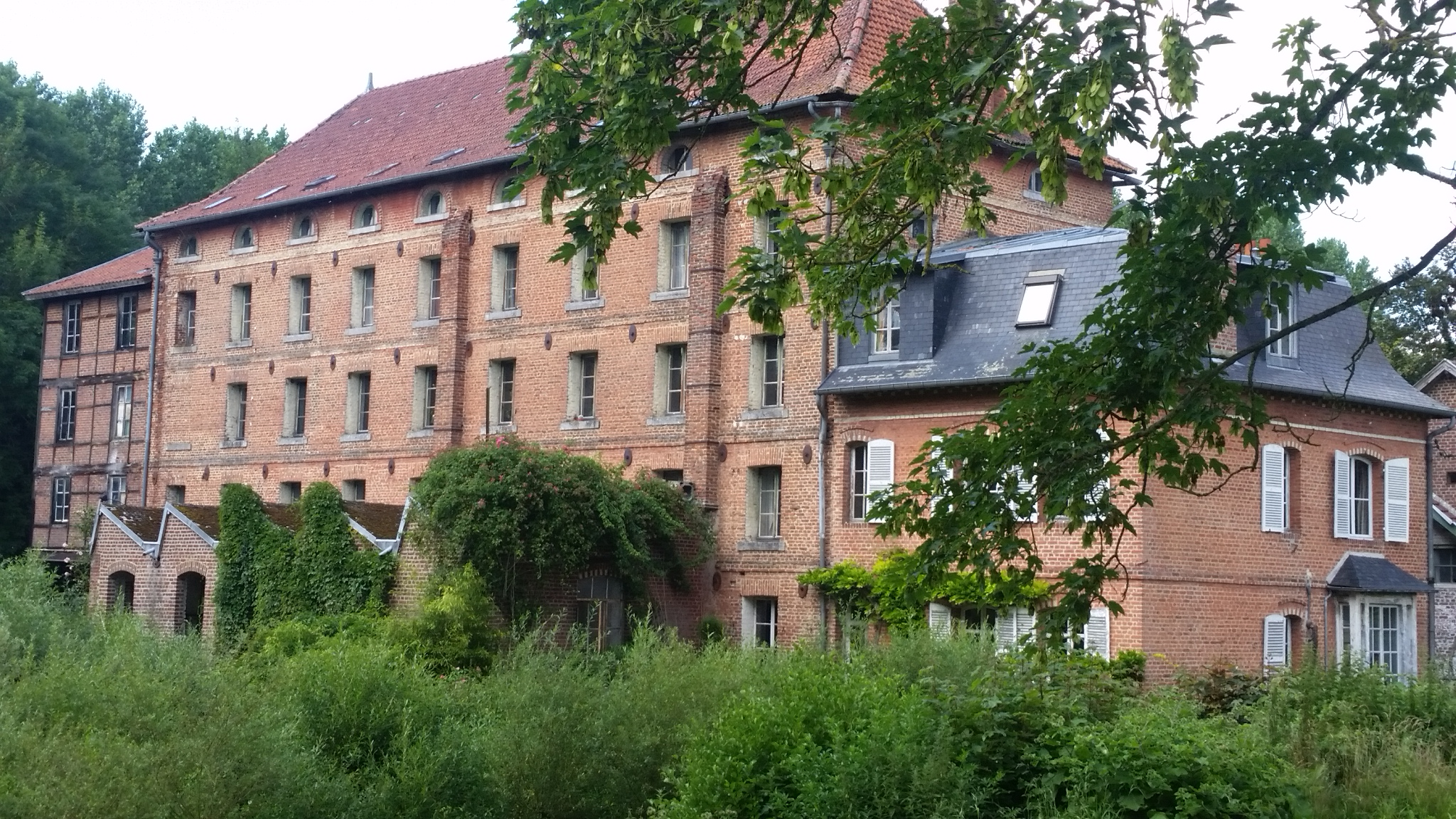
Le moulin de Lucy.
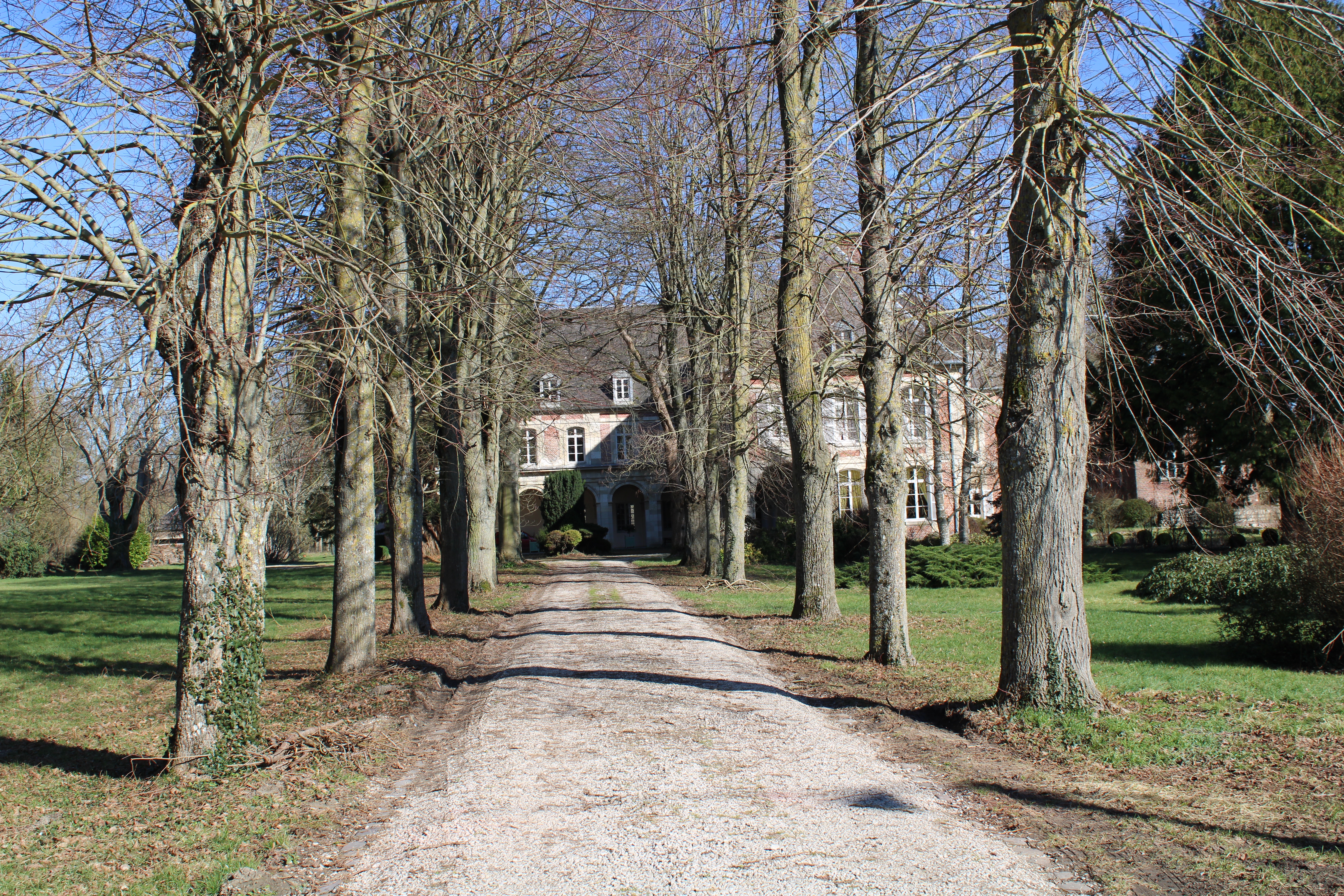
L'ancienne abbaye.

- Église Saint-Pierre-et-Saint-Paul de Ribemont, monument historique.
- Chapelle Saint-Germain-l'Écossais. Cette chapelle est ce qu'il reste d'un prieuré dédié à Germain le Scot, après le transfert de ses reliques au IXe siècle[49].
- Chapelle de l'abbaye Saint-Nicolas-des-Prés de Ribemont.
- Le calvaire du cimetière et des croix de chemin.
- Église de la Nativité-de-la-Sainte-Vierge (hameau de Lucy)[50].

Patrimoine religieux
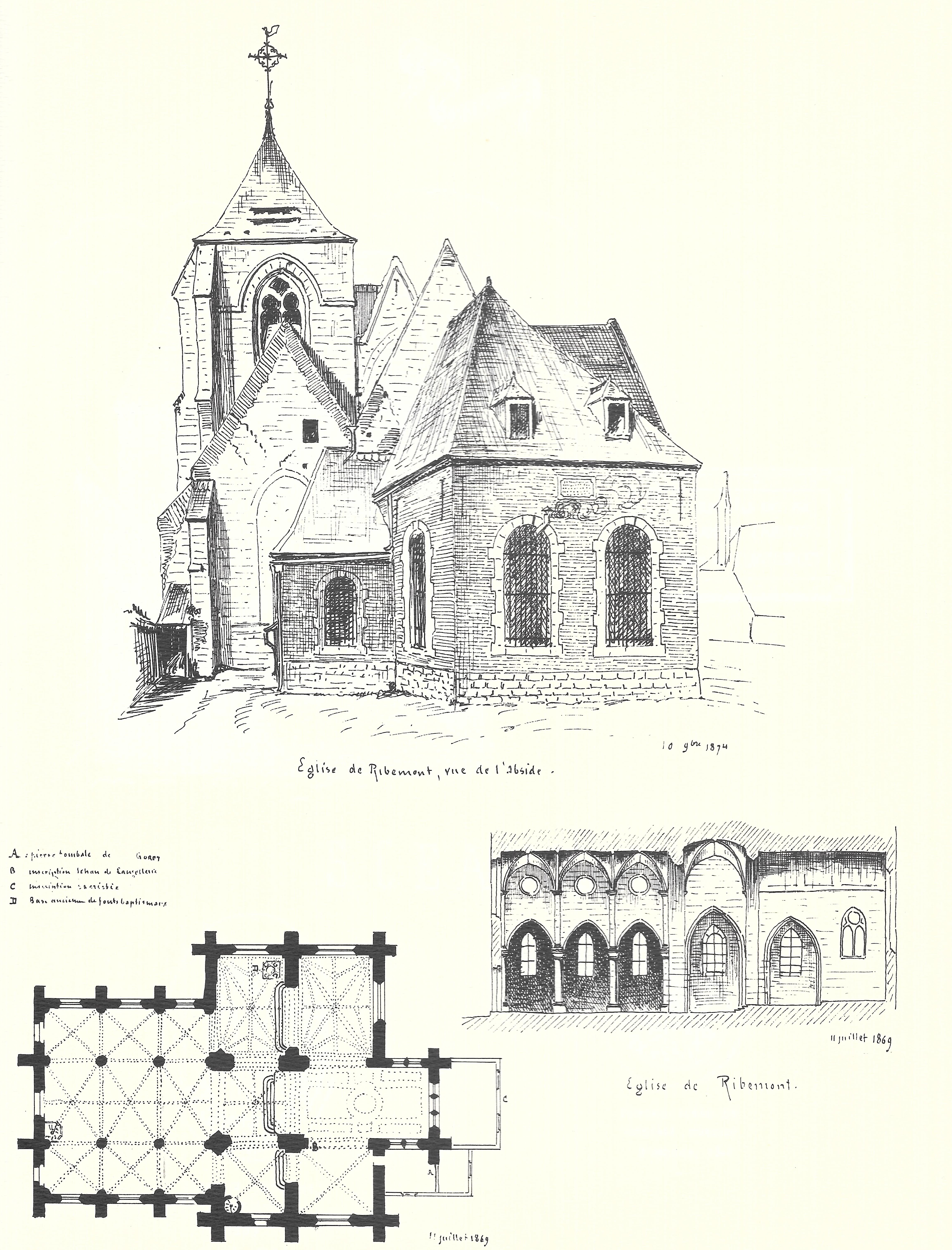
L'église Saint-Pierre-et-Saint-Paul en 1874, dessin de Joachim Malézieux (1851-1906).
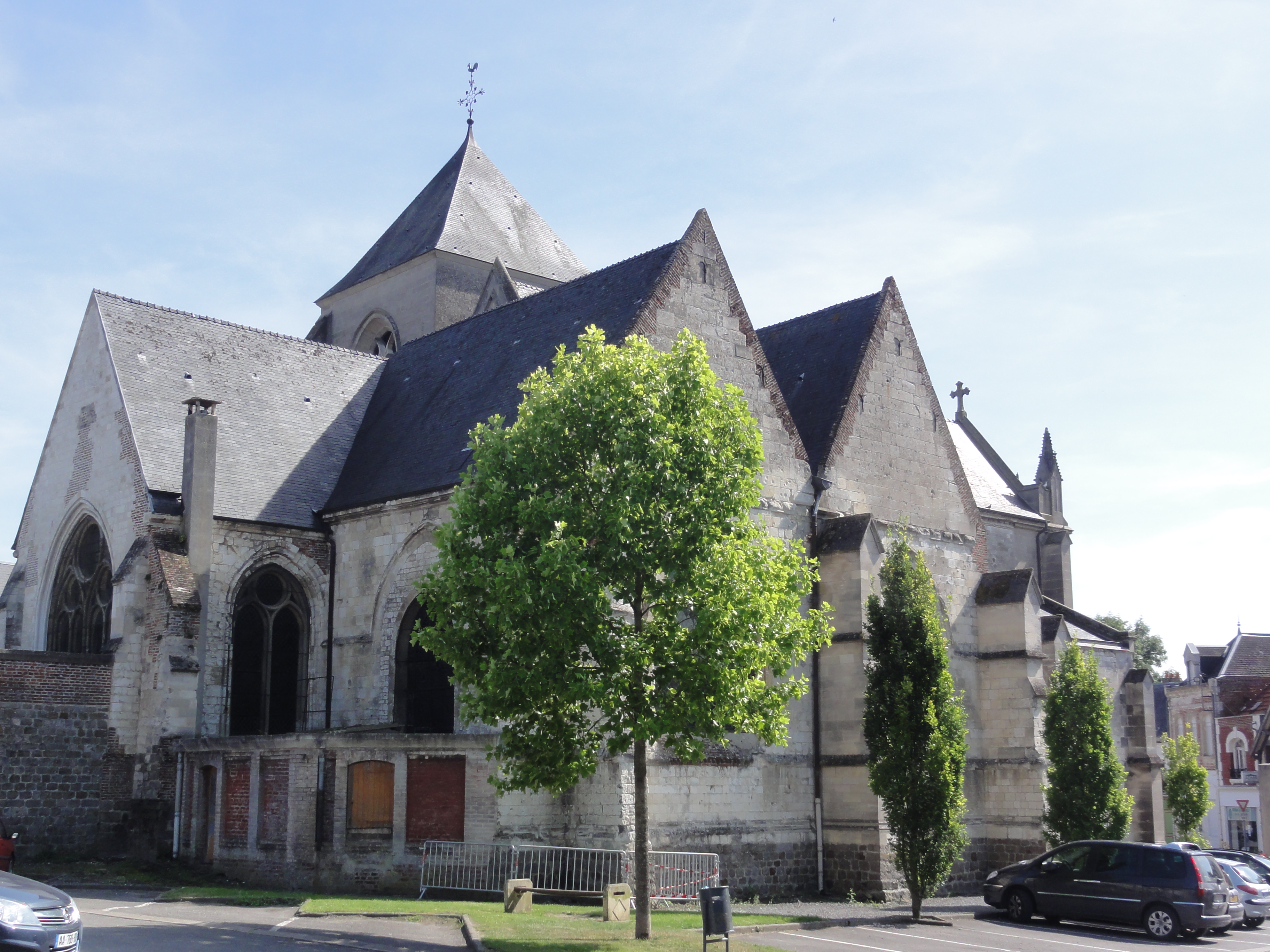
L'église Saint-Pierre-et-Saint-Paul.
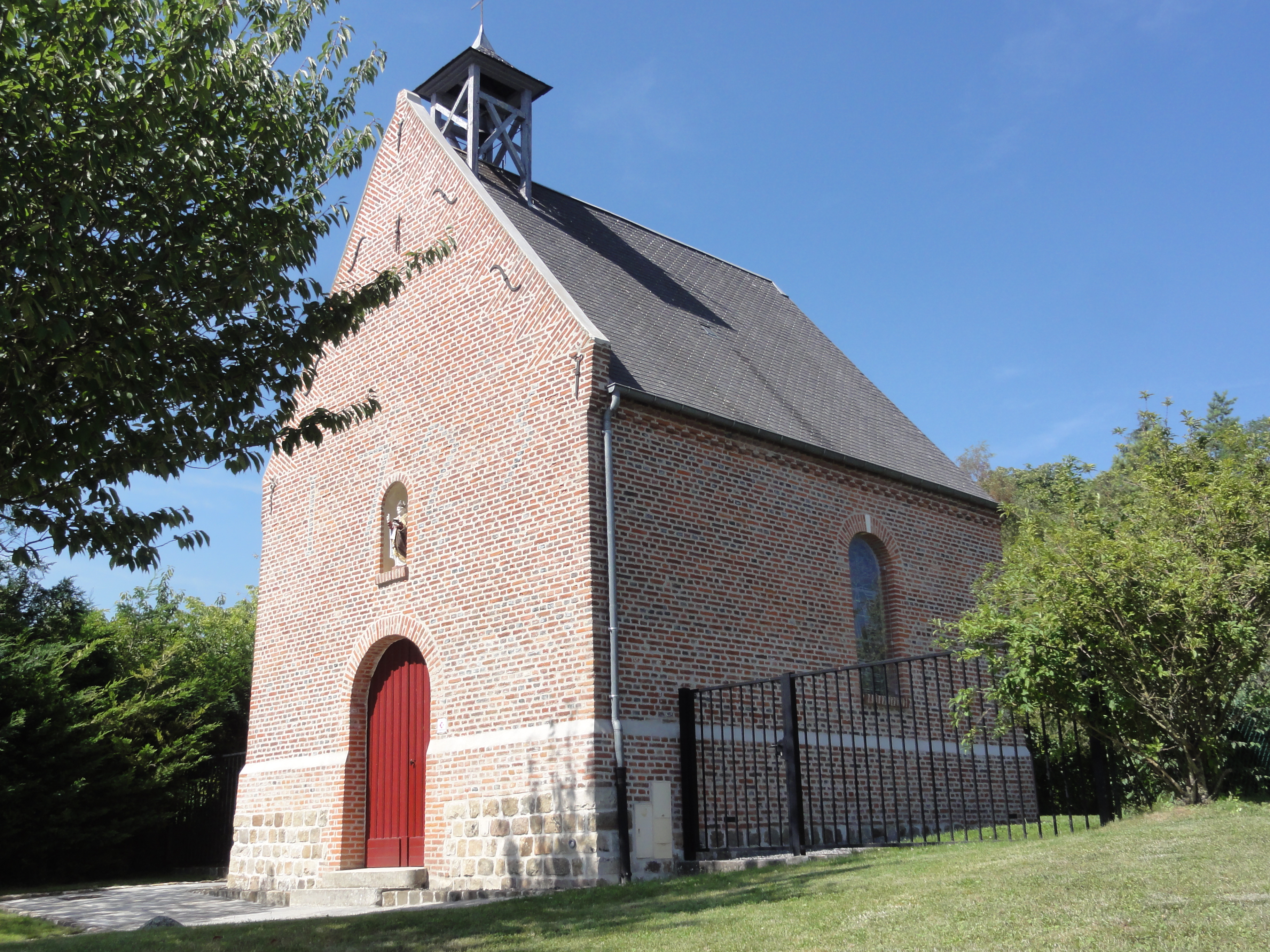
La chapelle Saint-Germain-l'Écossais.
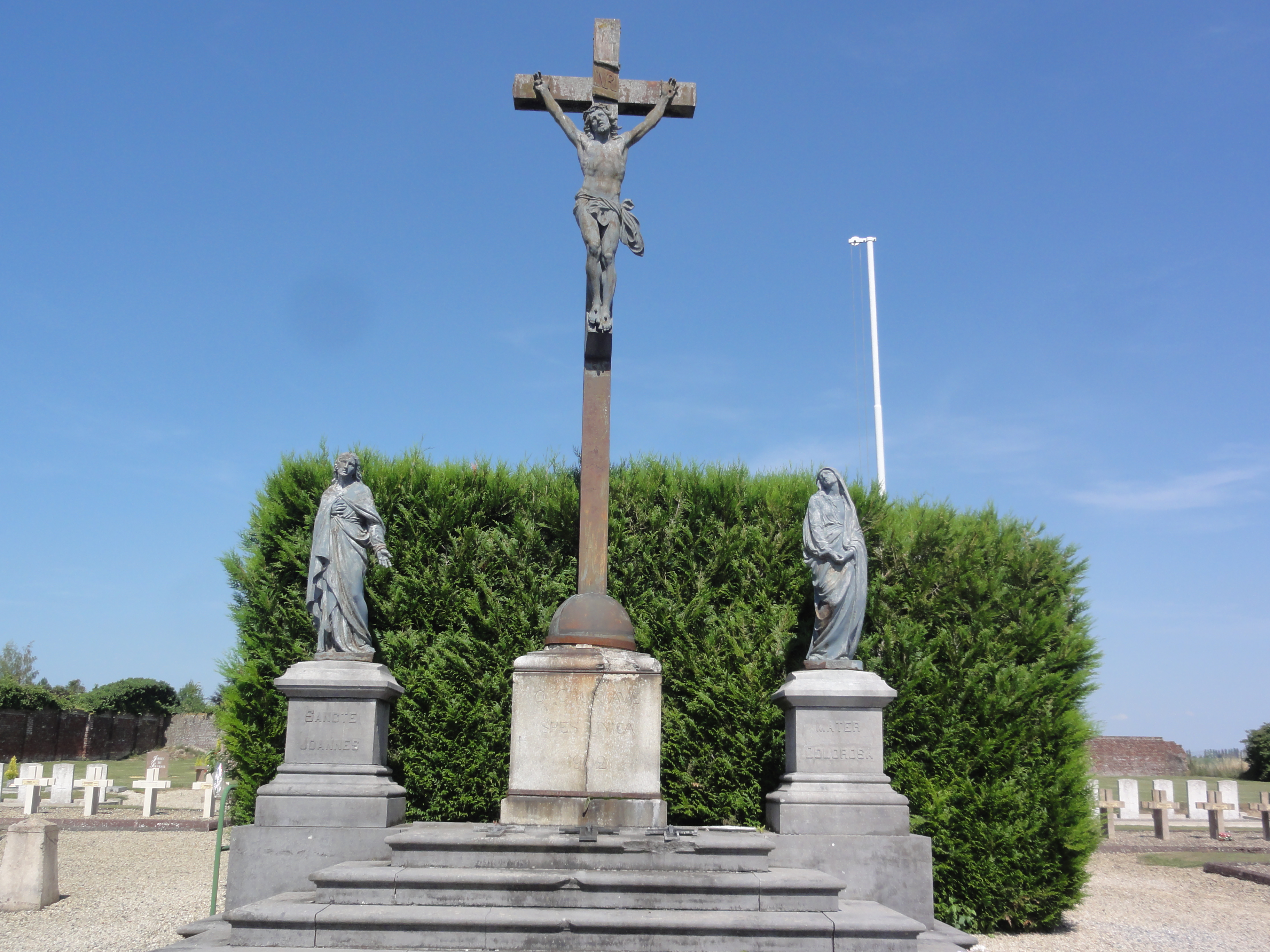
Le calvaire du cimetière.
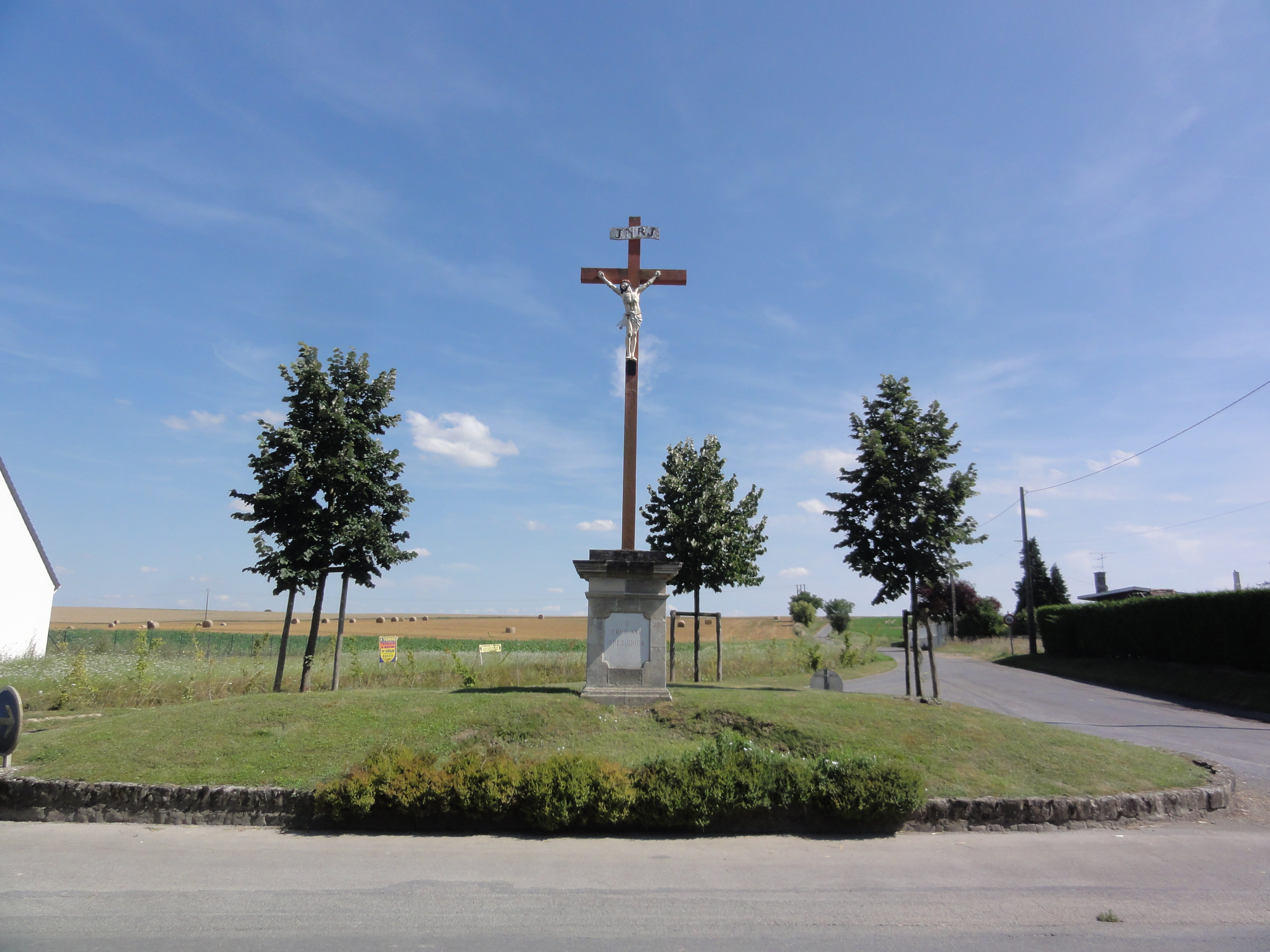
Croix de chemin entre Ribemont et Lucy.

### Mémoriaux de guerre
- Le carré militaire français au cimetière avec son mémorial des soldats ribemontais.
- La section militaire britannique au cimetière, entretenu par la Commonwealth War Graves Commission.
- Le monument aux morts du bourg.
- Le monument aux morts du cimetière.

Mémoriaux de guerre
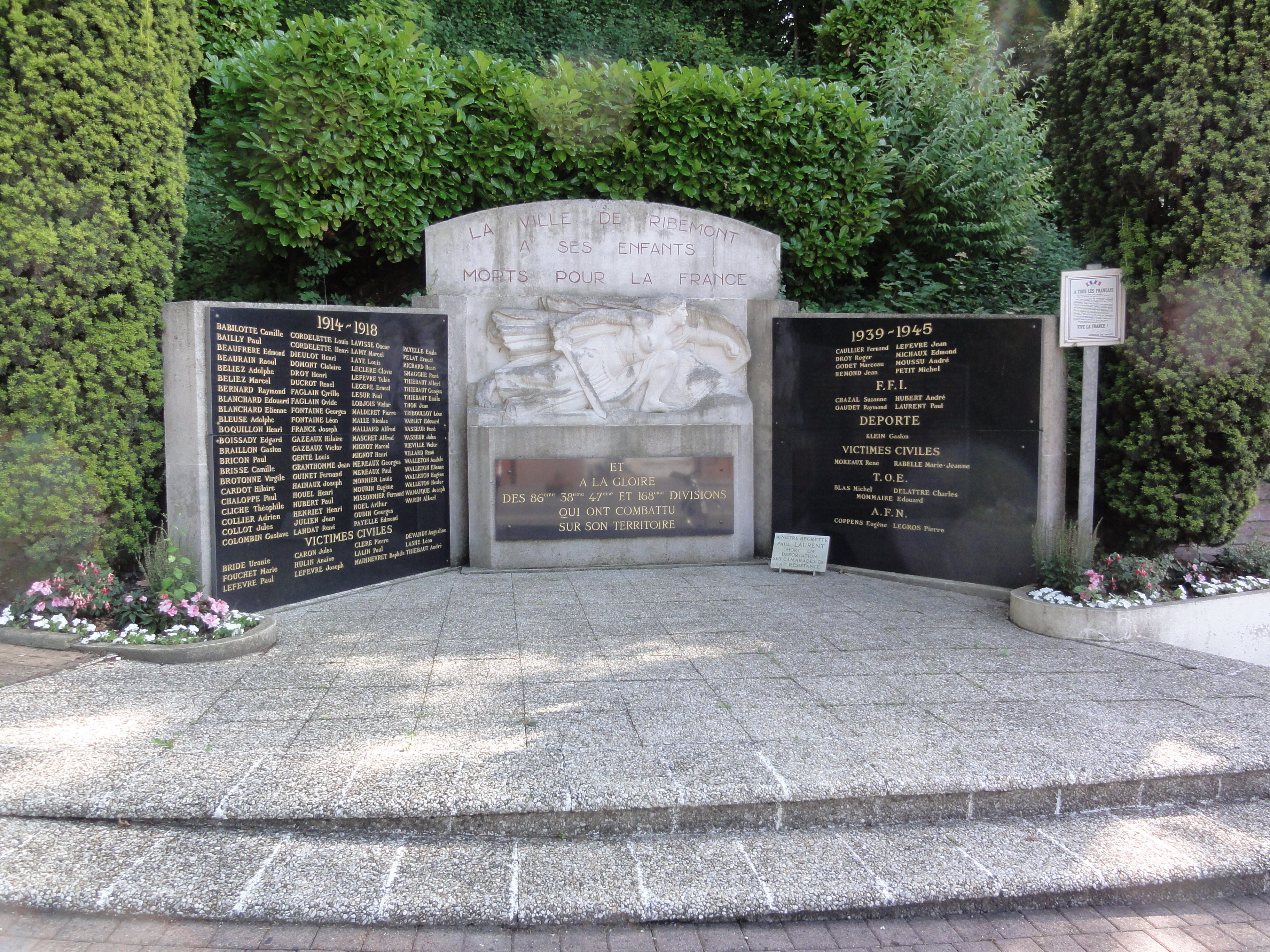
Le monument aux morts du bourg.
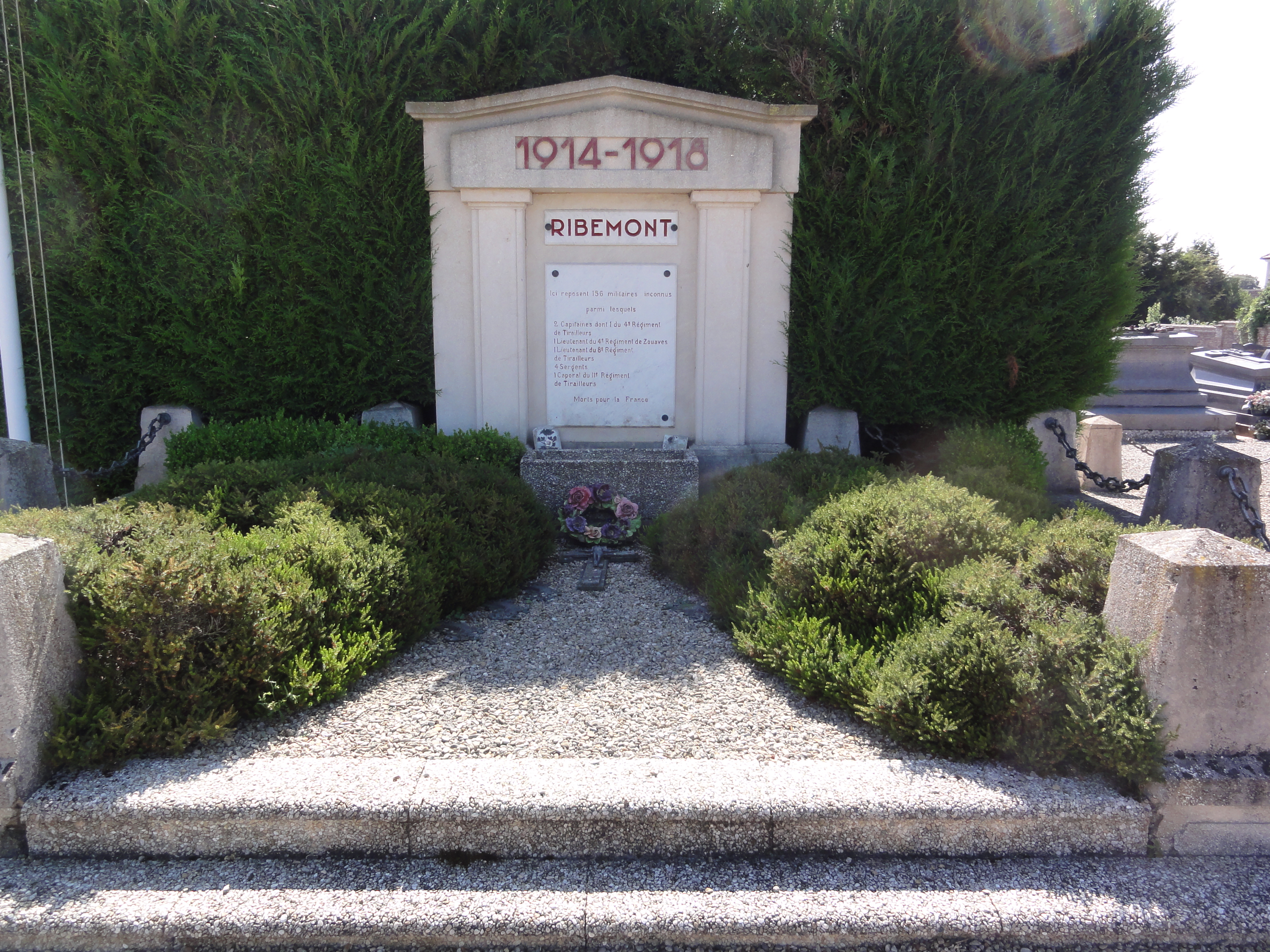
Le monument aux morts du cimetière.
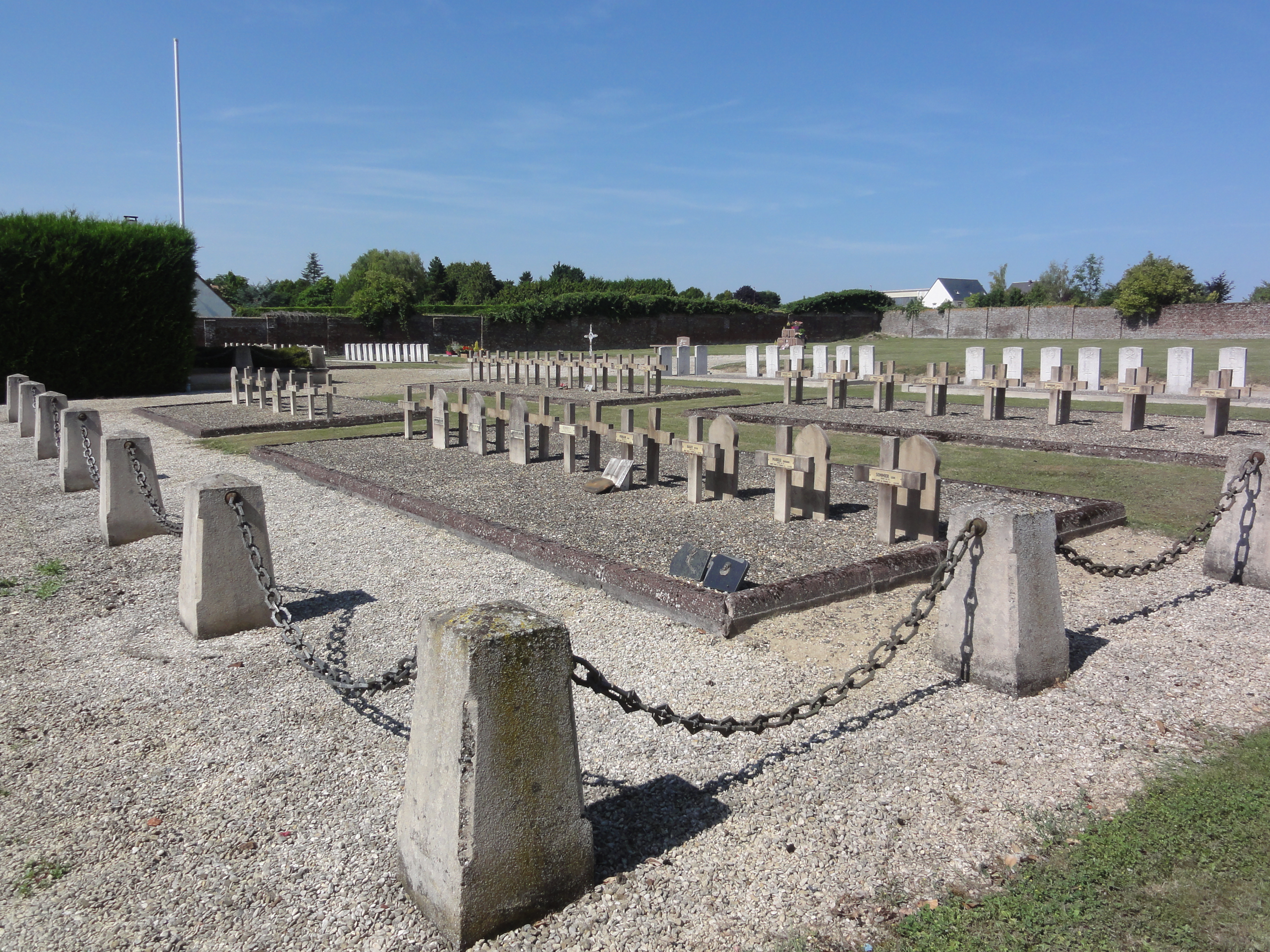
Le carré militaire du cimetière, vue d'ensemble.
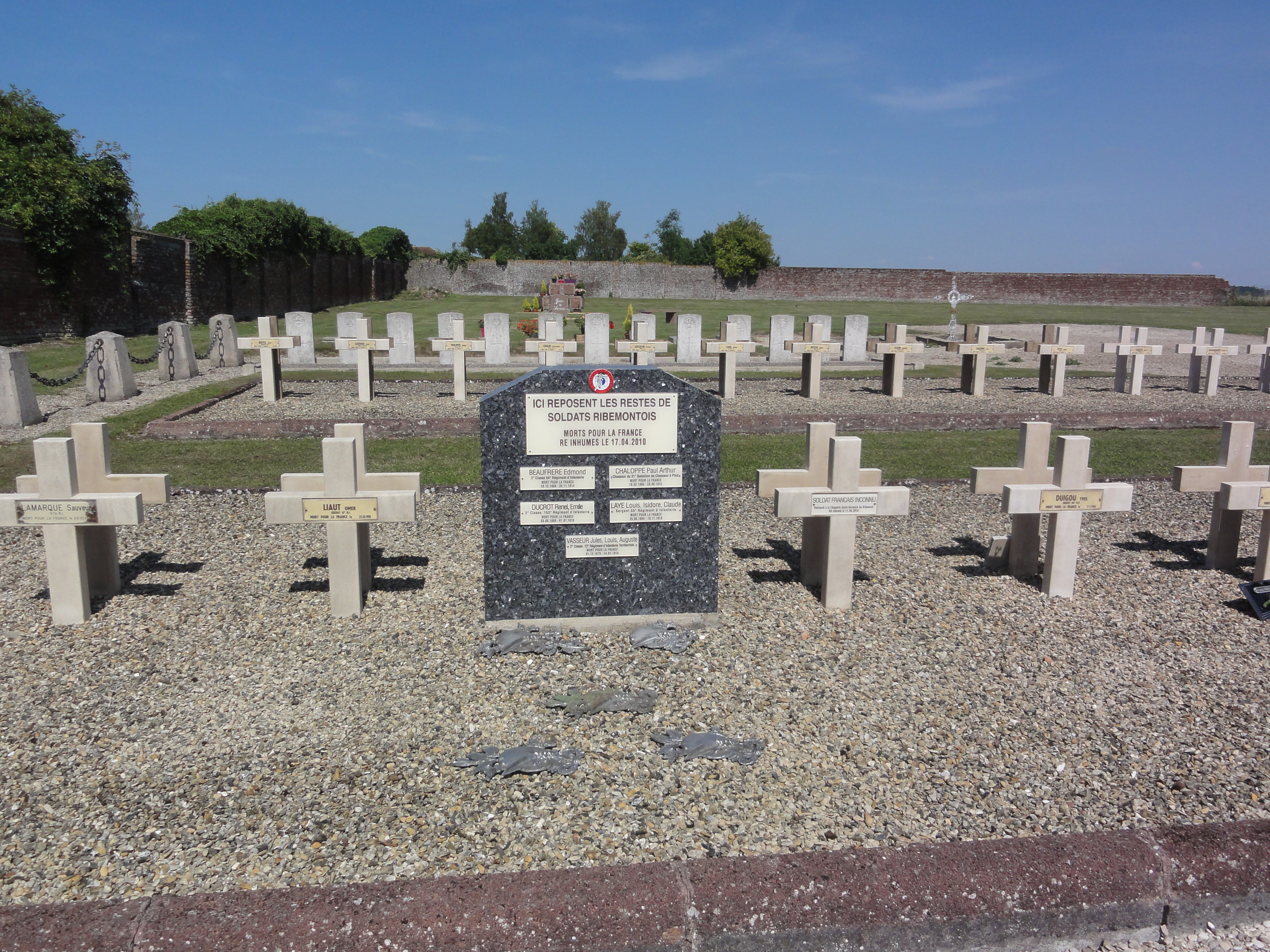
Le carré militaire avec le mémorial des soldats ribemontais.
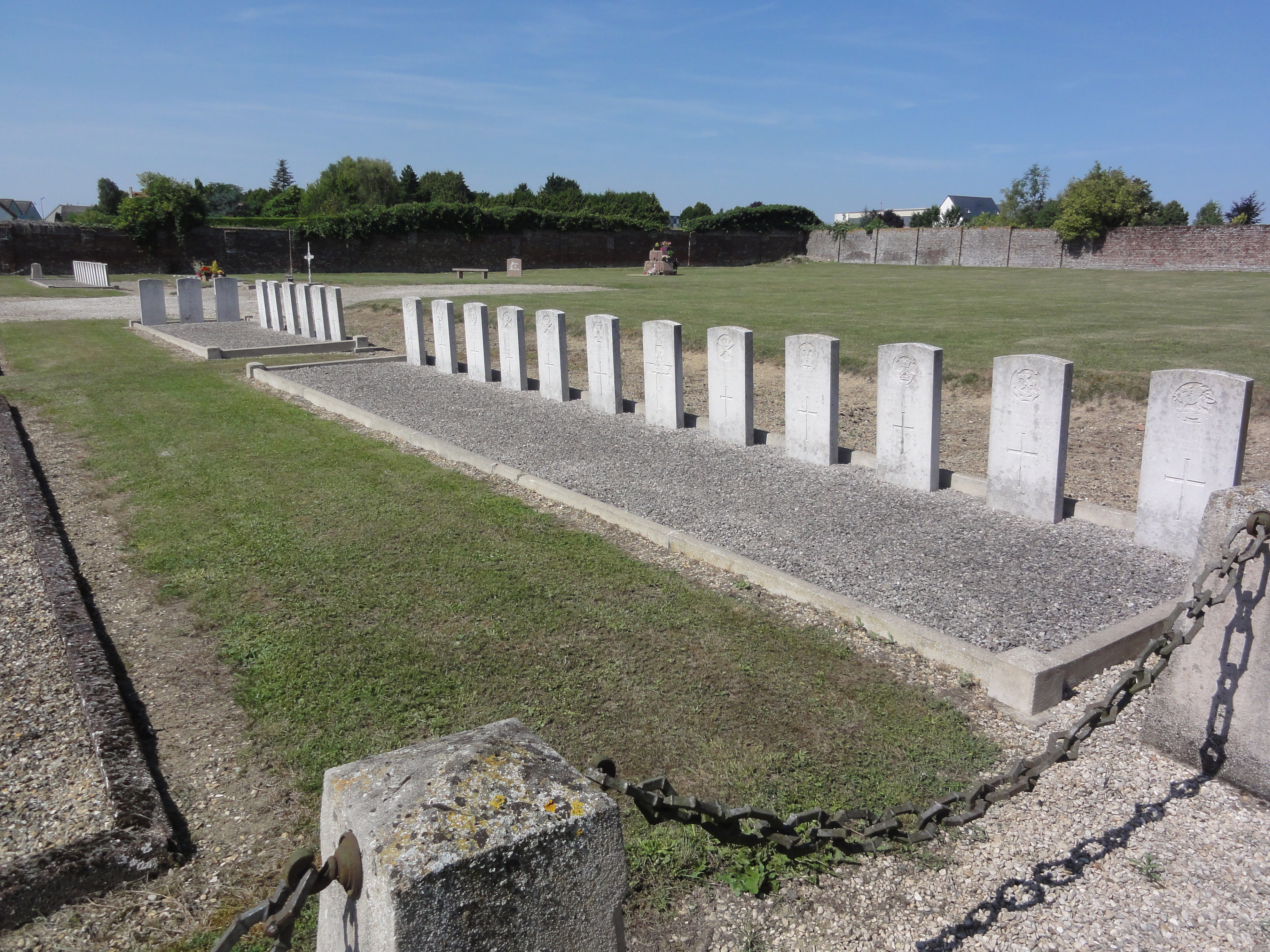
Le carré militaire : les tombes britanniques de la CWGC.

### Personnalités liées à la commune

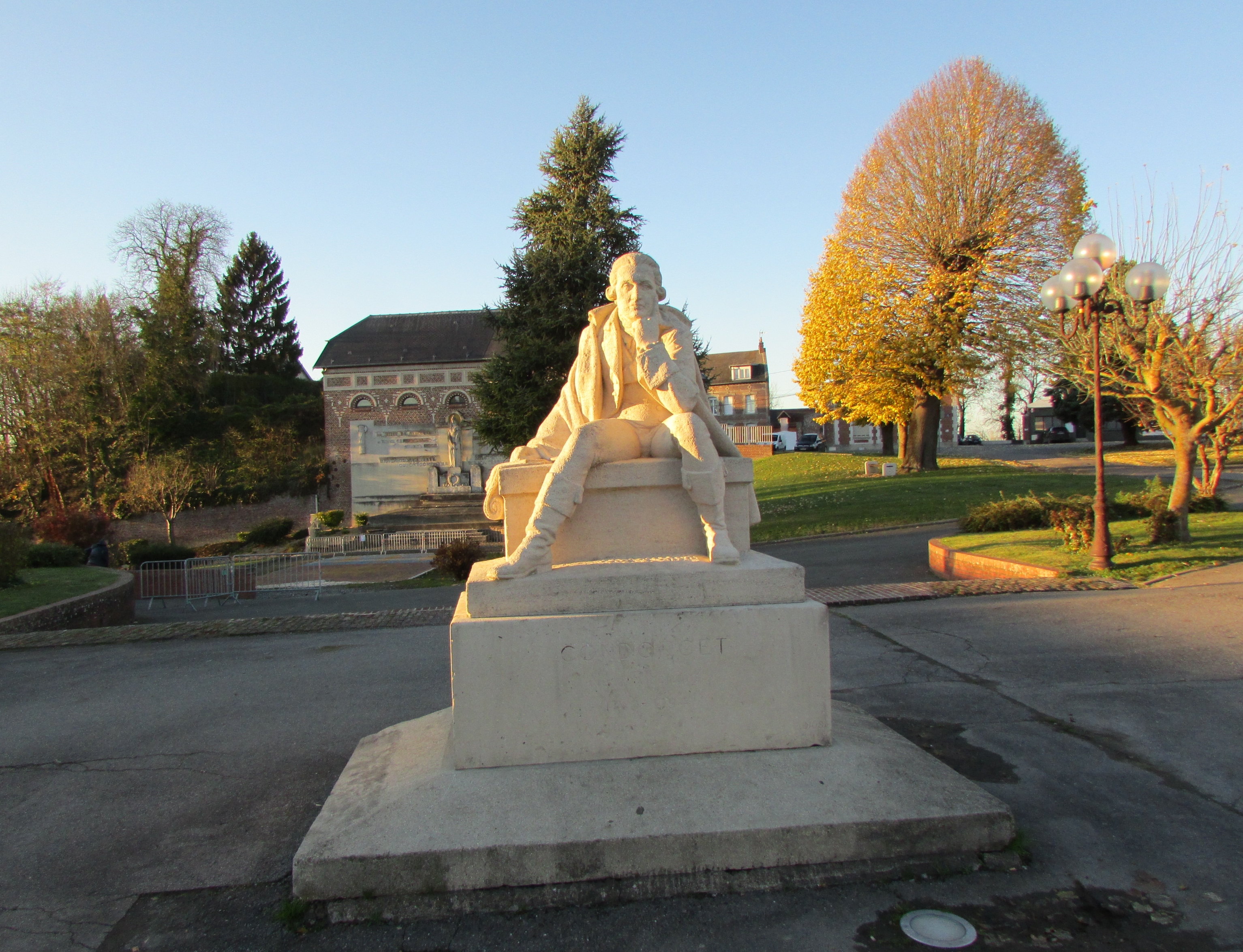
Statue de Condorcet sur la place de la mairie.

- Germain de la Bresle, martyr en Normandie, fête le 2 mai.
- Eustache de Ribemont, dit Wistache, le seul à avoir battu le Prince Noir au combat et à l'avoir fait prisonnier ; la victoire revint hélas au camp anglais et Eustache fut tenu dès lors en très haute estime par le Prince Noir lui-même[51].
- Jeanne Harvilliers, la sorcière de Ribemont (1528-1578).
- Nicolas François Blondel (1618-1686), architecte français.
- Nicolas de Condorcet, mathématicien et homme politique sous l'Ancien Régime et la Révolution (1743-1794).
- Louis Vincent Joseph Leblond, comte de Saint-Hilaire (1766-1809), général de division de la Révolution et de l'Empire, mort des suites de blessures reçues lors de la bataille d'Essling.
- César Niay (1782-1849), homme politique né à Séry-lès-Mézières, maire de Ribemont de 1815 à 1822, député de l'Aisne de 1831 à 1833.
- Léon Hennique (1850-1935), romancier naturaliste et auteur dramatique français.
- Rachel Legrain-Trapani, miss France 2007.

### Héraldique
| Blason de Ribemont | Blason  | De gueules, à la montagne d'argent, surmontée d'un soleil d'or et accostée de deux gerbes de blé du même ; au chef cousu d'azur, chargé de trois fleurs de lis d'or. Ornements extérieursCroix de guerre 1914-1918 |
| Blason de Ribemont | Détails | Blason officiel |
| Blason de Ribemont | Alias   | Échiqueté d'or et d'azur. |